# 4219 Nakamura
4219 Nakamura este un asteroid din centura principală, descoperit pe 19 februarie 1988 de Muramatsu. Inoue.